# Pratt & Whitney R-985
Pratt & Whitney R-985 Wasp Junior je řada devítiválcových vzduchem chlazených hvězdicových leteckých motorů, vyráběných společností Pratt & Whitney Aircraft Company ve 30. až 50. letech 20. století. Tyto motory měly zdvihový objem 16,14 l. Původní verze měla výkon 224 kW (300 hp), zatímco pozdější mnohem více rozšířená verze měla výkon 336 kW (450 hp). Motory Wasp Junior poháněly velké množství malých civilních a vojenských letadel, což zahrnovalo malé dopravní, cvičné a zemědělské letouny a vrtulníky. Bylo vyrobeno více než 39 000 těchto motorů a mnoho z nich slouží dodnes.

## Popis a vývoj
Společnost Pratt & Whitney vyvinula motor R-985 Wasp Junior jako menší verzi motoru Pratt & Whitney R-1340, aby mohla konkurovat na trhu středně velkých leteckých motorů. Podobně jako jeho větší bratr byl Wasp Junior vzduchem chlazený devítiválcový hvězdicový motor přeplňovaný pomocí jednorychlostního odstředivého kompresoru (dmychadla). Jeho válce však byly menší a s vrtáním a zdvihem 132 mm dávaly menší zdvihový objem motoru. Motor používal mnoho stejných dílů jako motor R-1340 Wasp, dokonce byly stejné i jeho montážní rozměry, takže se na letadle daly i snadno zaměnit. Motor Wasp Junior byl poprvé spuštěn v roce 1929, prodáván začal být v roce 1930. Původní verze Wasp Junior A měla výkon 224 kW (300 hp)
Americká armáda motoru Wasp Junior přidělila označení R-985 spolu s různými příponami pro odlišení různých verzí motoru. Nicméně společnost Pratt & Whitney nikdy nepřijala vojenské označení R-985 pro civilní motory Wasp Junior. Označovala je i nadále jednoduše jménem modelu (např. "Wasp Junior A").
Pratt & Whitney začal po motoru Wasp Junior A vyrábět výkonnější verzi motoru. Tato verze měla větší kompresní poměr, vyšší maximální otáčky a účinnější přeplňování dmychadlem. Série těchto motorů dostaly označení „B“. První model motoru série B dostal označení Wasp Junior TB, který měl trvalý výkon na hladině moře 313 kW (420 hp) a při vzletu dosahoval výkonu až 328 kW (440 hp). Motor TB byl vyladěn pro nejlepší výkon na hladině moře, a proto brzo následovala verze Wasp Junior SB, která byla vyladěna pro nejlepší výkon ve větší výšce. Tento motor měl trvalý výkon 298 kW (400 hp) ve výšce 1 500 m (5 000 stop) a 336 kW (450 hp) při vzletu. Ještě pozdější verze motoru Wasp Junior T1B2 měla zlepšené výkony v nižších letových hladinách a byla schopna trvalého výkonu 336 kW (450 hp) až do výšky 460 m (1 500 stop) zatímco verze SB stále dosahovala lepších výkonů ve větších výškách. Modely SB, T1B2 a jejich pozdější verze s podobnými vlastnostmi byly nejoblíbenějšími motory Wasp Junior. Jedna z pozdějších verzí modelu T1B2 Wasp Junior B4, byla speciálně navržena pro vodorovnou montáž do vrtulníků.
Uprostřed 30. let 20. století společnost Pratt & Whitney vyvinula ještě lepší verzi motoru Wasp Junior – "sérii C" s ještě větším kompresním poměrem a vyššími maximálními otáčkami. Jediným modelem vyráběným v této sérii byl model Wasp Junior SC-G, který byl schopen trvalého výkonu 391 kW (525 hp) v nadmořské výšce 2 900 m (9 500 stop) a 447 kW (600 hp) pro vzlet. Tento motor měl i redukční převodovku, která umožňovala vysoké otáčky vrtule. Pilotka Jacqueline Cochran létající na speciálním letounu D17W Beechcraft Staggerwing s tímto motorem v roce 1937 ustanovila nový rychlostní a výškový rekord a umístila se na třetím místě během transkontinentálního závodu Bendix. Avšak model SC-G nikdy neopustil experimentální stádium.

## Operační historie
První verze letounu Wasp Junior byly používány u rozličných malých civilních a vojenských letounů, ale pouze v omezeném množství. Typ se stal mnohem více populární až koncem 30. let. Byl vybrán pro dvoumotorový dopravní letoun Lockheed Model 10A Electra, stejně tak jako pro další malé dvoumotorové dopravní letouny Lockheed Model 12A Electra Junior, Beechcraft Model 18 a obojživelný letoun Grumman Goose. Byl také používán pro jednomotorová letadla Beechcraft Staggerwing, Howard DGA-15 a Spartan Executive.
S začátkem 2. světové války byl motor americkou armádou vybrán pro cvičné letouny pro základní výcvik Vultee BT-13 Valiant a North American BT-14 a pro pozorovací hydroplány Vought OS2U Kingfisher. Existovaly i vojenské verze civilních letounů poháněných těmito motory, jako byly letouny Beech 18, Beech Staggerwing, Grumman Goose a Howard DGA-15. Motory Wasp Junior také poháněly některé verze britských cvičných dvoumotorových letounů Avro Anson a Airspeed Oxford. Požadavky během 2. Světové války vedly k výrobě mnoha tisíců těchto motorů.
Během války byl největším konkurentem motoru Wasp Junior motor R-975 Whirlwind od společnosti Wright. Avšak motor Wasp Junior se během války prosadil více než R-975, a proto společnost Wright ukončila výrobu motoru R-975 v roce 1945.
Po druhé světové válce vznikl přebytek motorů Wasp Junior, a proto tyto motory vstoupily na trh civilních letadel. Výroba letounu Beech 18 s motorem Wasp Junior pokračovala až do roku 1970. Nově byl motor montován do vrtulníku Sikorsky H-5, letadel de Havilland Beaver a Max Holste Brouss a práškovacích letadel Snow S-2B a S-2C, Grumman Ag Cat a Weatherley 201.
Společnost Pratt & Whitney ukončila výrobu těchto motorů v roce 1953, přičemž výroba dosáhla 39 037 vyrobených motorů. Mnoho motorů Wasp Junior slouží dodnes například na zemědělských letounech a historických letounech. Některá historická letadla, například Boeing-Stearman Model 75, která byla původně vybavena jinými motory, byla vybavena motory Wasp Junior pro svůj větší výkon, snadnější údržbu a dostupnost náhradních dílů.

## Varianty
Wasp Junior A
americké vojenské označení: R-985-1.
224 kW (300 hp) při 2 000 otáčkách za minutu na hladině moře a při vzletu. První výrobní varianta.
Wasp Junior TB, TB2
americké vojenské označení: R-985-9, -11, -11A, -21, -46.
313 kW (420 hp) při 2 200 otáčkách za minutu na hladině moře, 328 kW (440 hp) při 2 300 otáčkách za minutu při vzletu. Tyto modely varianty B byly vyladěny pro nejlepší výkon na hladině moře.
Wasp Junior SB, SB2, SB3
americké vojenské označení: R-985-13, -17, -23, -33, -48, -50; R-985-AN-2, -4, -6, -6B, -8, -10, -12, -12B, -14B.
298 kW (400 hp) při 2 200 otáčkách za minutu ve výšce 1 500 m (5 000 stop) a 336 kW (450 hp) při 2 300 otáčkách za minutu pro vzlet. Tyto motory byl vyladěny pro lepší výkony ve větších výškách.
Wasp Junior T1B2, T1B3
americké vojenské označení: R-985-25, -27, -39, -39A; R-985-AN-1, -1A, -3, -3A.
336 kW (450 hp) při 2 300 otáčkách za minutu ve výšce 460 m (1 500 stop) a pro vzlet. Běžná verze motoru varianty B vylepšená pro lepší výkon na hladině moře.
Wasp Junior B4
americké vojenské označení: R-985-AN-5, -7.
336 kW (450 hp) při 2 300 otáčkách za minutu ve výšce 700 m (2 300 stop) a pro vzlet. Vodorovně montovatelná verze motoru T1B3 pro vrtulníky.
Wasp Junior SC-G
391 kW (525 hp) při 2 700 otáčkách za minutu ve výšce 2 900 m (9 500 stop) a 447 kW (600 hp) při 2 850 otáčkách za minutu pro vzlet. Experimentální verze s vysokým výkonem a redukční převodovkou.

## Použití
- Airspeed Oxford (AS.46 Oxford V)
- Air Tractor AT-300
- Avro Anson (Mk V)
- Ayres Thrush (verze S-2B a S-2C)
- Barkley-Grow T8P-1

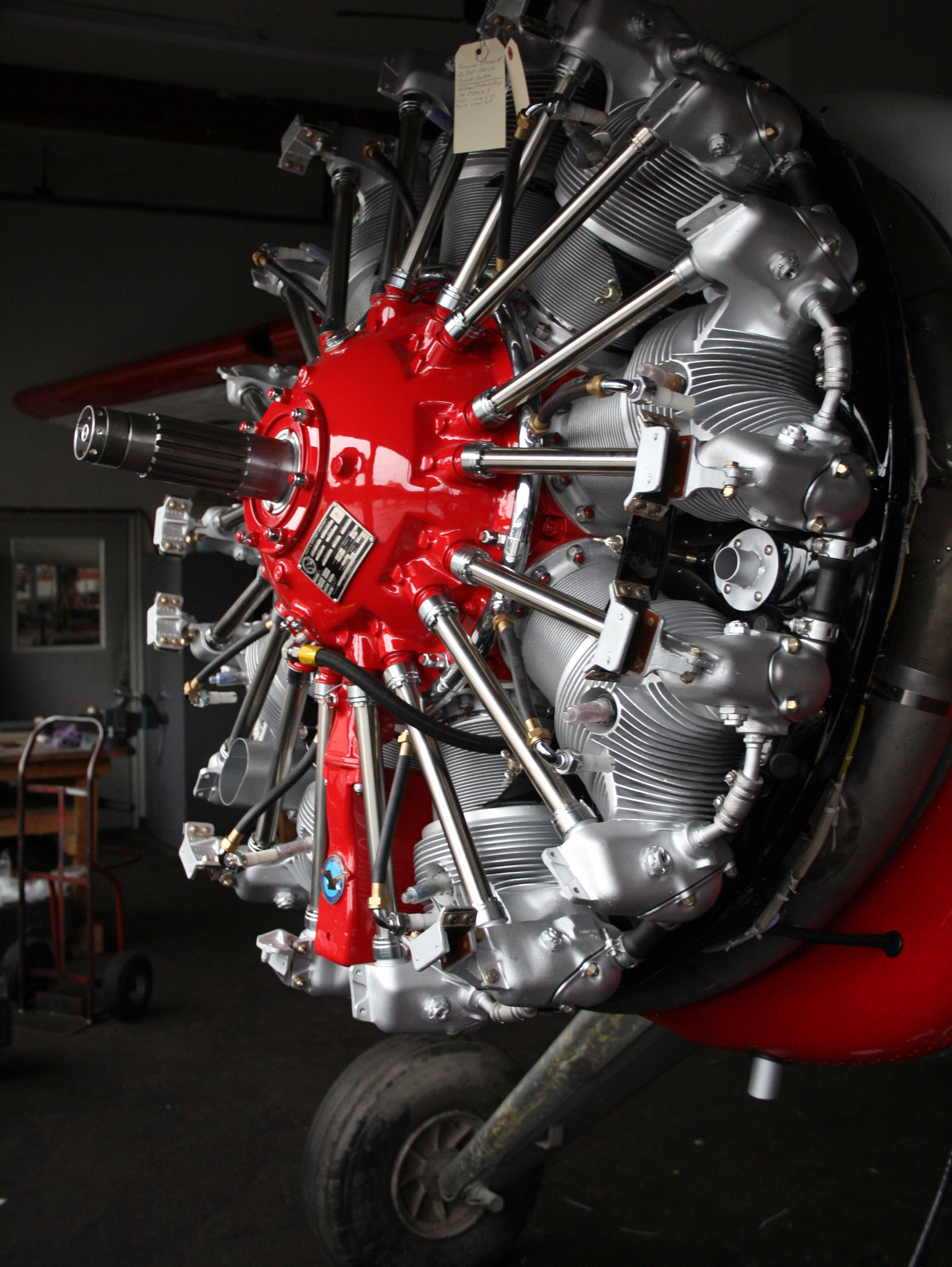
R-985 namontovaný na letounu DHC-2 Beaver

- Beechcraft Model 18 a jeho vojenské verze
- Beechcraft Staggerwing modely D17S, D17W, G17S
- Bell XV-3
- Bellanca CH-300
- Berliner-Joyce OJ
- Boeing-Stearman Model 75 (pozdější úpravy)
- Bratukhin
- CAC Winjeel
- De Havilland Canada DHC-2 Beaver a vojenské verze L-20/U-6
- Douglas Dolphin
- Fleetwings BT-12
- Grumman Ag Cat (některé modely)
- Grumman Goose
- Howard DGA-11
- Howard DGA-15
- Koolhoven F.K.51 (některé modely)
- Lockheed L-10 Electra
- Lockheed Model 12 Electra Junior
- Max Holste Broussard
- McDonnell XHJH Whirlaway
- North American BT-9 (verze BT-14)
- PWS-24
- RWD-14/I (první prototyp)
- Seversky SEV-3 (verze BT-8)
- vrtulník Sikorsky H-5 (a civilní verze S-51)
- Sikorsky S-39
- Spartan Executive
- Stinson Reliant (SR-9F a SR-10F)
- Vought OS2U Kingfisher
- Vultee BT-13 Valiant
- Waco S3HD
- Waco SRE Aristocrat
- Weatherly 201
- Weatherly 620

## Specifikace (R-985 Wasp Junior SB)
Data pocházejí z certifikátu amerického federálního leteckého úřadu (FAA) pro motor Wasp Junior SB; a údajů společnosti Pratt & Whitney (1956), str. A2.

### Technické údaje
- Typ: devítiválcový přeplňovaný vzduchem chlazený hvězdicový motor
- Vrtání: 131,762 mm
- Zdvih: 131,762 mm
- Zdvihový objem: 16,17 l
- Průměr: 1,162,05 mm
- Délka: 1056,4 mm
- Hmotnost: 290,3 kg

### Součásti motoru
- Ventilový rozvod: OHV (dva ventily na každý válec)
- Kompresor: odstředivý, jednostupňový, jednorychlostní, poháněný převodem 1÷10 od klikového hřídel
- Palivo: letecký benzín, 80/87 oktanů
- Chlazení: vzduchem

### Výkony
- Výkon: 400 hp (298 kW) při 2 200 otáčkách za minutu ve výšce 1 500 m (5 000 stop) a 450 hp (336 kW) při 2 300 otáčkách za minutu pro vzlet
- Poměr výkonu a zdvihového objemu: 18,5 kW/l
- Kompresní poměr: 6,0:1
- Poměr výkonu a hmotnosti: 1,03 kW/kg

| Motor         | Výkon, otáčky                  | Nominální výška      | Výkon pro vzlet                | Kompresní poměr | Poměr dmychadla | Oktanové číslo | Hmotnost |
| ------------- | ------------------------------ | -------------------- | ------------------------------ | --------------- | --------------- | -------------- | -------- |
| Wasp Jr. A    | 224 kW (300 hp), 2 000 ot./min | hladina moře         | stejné                         | 5.0:1           | 7:1             | 68             | 256 kg   |
| Wasp Jr. TB   | 313 kW (420 hp), 2 200 ot./min | hladina moře         | 328 kW (440 hp), 2 300 ot./min | 6.0:1           | 8:1             | 80             | 290 kg   |
| Wasp Jr. SB   | 298 kW (400 hp), 2 200 ot./min | 1 500 m (5 000 stop) | 336 kW (450 hp), 2 300 ot./min | 6.0:1           | 10:1            | 80/87          | 290 kg   |
| Wasp Jr. T1B2 | 336 kW (450 hp), 2 300 ot./min | 460 m (1 500 stop)   | stejné                         | 6.0:1           | 10:1            | 80/87          | 296 kg   |
| Wasp Jr. B4   | 336 kW (450 hp), 2 300 ot./min | 700 m (2 300 stop)   | stejné                         | 6.0:1           | 10:1            | 80/87          | 310 kg   |
| Wasp Jr. SC-G | 391 kW (525 hp), 2 700 ot./min | 2 900 m (9 500 stop) | 447 kW (600 hp), 2 850 ot./min | 6.7:1           | 10:1            | 100            | 392 kg   |

1. ↑  Toto je největší výška, ve které je motor schopen trvale poskytovat uvedený výkon. Nad tuto výšku výkon motoru klesá.